# Stensnäs, Nora
Stensnäs är en gård i Nora socken, Nora kommun, idag belägen i Nora.
Stensnäs omtalas första gången 1519, då bergsmannen Olof Gåsfot i Stensnäs och hans syster donerade ett jordområde till dominikanklostret i Strängnäs. Bondebruket i Stensnäs skattlades under 1500-talet, och 1571 beboddes gården av underfogden Erik Skräddare. Då Nora stad anlades lades jorden i Stensnäs under staden. Bergsmannen som då bodde här uppmanades att avflytta, men kom att vägra och bodde under en tid kvar och erlade skatt till staden. Senare avhystes det dock och utarronderades i stället till kaplanen Jakob Magni och rådmannen Olof Börjesson. 1692 inlöstes gården av kaplanen Andreas Ramzelius, hans son Jakob Ramzelius bodde senare där.